# Rioja (Perú)
Rioja (fundada como Santo Toribio de la Nueva Rioja en 1782) es una ciudad peruana, capital del distrito y la provincia homónimos. Según el censo de 2017, tiene una población de 22 080 habitantes.
Está ubicada en el valle del Alto Mayo, al norte del departamento de San Martín.
Resaltan de su entorno la belleza natural de sus paisajes, sus cascadas y cuevas, así como las zonas arqueológicas, parajes adecuados para el turismo de aventura. También se destaca su rica gastronomía.

## Toponimia
Se puso este nombre a sugerencia de uno de los fundadores, don Juan José Martínez de Pinillos y Larios, nacido en Nestares, un pueblo que pertenece a la Comunidad Autónoma de La Rioja, España.
La etimología del topónimo Rioja, que lleva por nombre la comunidad autónoma de La Rioja (España) y que heredaron la provincia de La Rioja y su capital en la Argentina, ha sido muy discutido. Las principales teorías son: la que le hace corresponder con el río Oja; la que señala como germen una tautología nominal en el término rivo Ohia que significaría «río de lecho fluvial», la que apunta al término "rivalia" que se traduciría como tierra de riachuelos; y las múltiples que indican que tendría sus orígenes en la lengua vasca por ejemplo como unión de los vocablos erria  y eguia, que se traduciría como tierra de pan. Este nombre aparece escrito por primera vez en un documento de la Edad Media datado en el año 1099, el Fuero de Miranda de Ebro.

## Historia
Muchos años antes de la llegada de los españoles al territorio que actualmente ocupa la provincia de Rioja, se habían establecido pequeños núcleos aborígenes. El desarrollo progresivo de estos grupos humanos y de su economía basada en la caza, la pesca y una agricultura primaria, hizo cambiar la estructura de su sociedad. Las tribus que habitaron la zona fueron: Uquihua,  Yorongos, Iranari, Nijaque, Toé, Avisados, Soritor y Yantaló. De esa época sobreviven algunos apellidos como Aspajo, Lavi, Chanzapa, Labajos, Malapi, Cahuaza, entre otros.
Rioja fue fundada el 22 de septiembre de 1782 por don Félix de la Rosa Reategui y Gaviria, tras la llegada del obispo de Trujillo Baltasar Jaime Martínez de Compañón y Bujanda y del corregidor mayor Don Juan José Martínez de Pinillos y Larios. Se puso el nombre de Santo Toribio de la Nueva Rioja en honor a la Comunidad Autónoma de La Rioja (España), lugar de nacimiento del corregidor mayor. 
Rioja tuvo notable participación en la consolidación de la independencia de Maynas. El 4 de septiembre de 1822, las tropas patriotas, dirigidas por el teniente coronel Nicolás Arriola, parten de Chachapoyas con dirección a Moyobamba, donde estaba acantonado el sargento español Santiago Cárdenas con una tropa numerosa. En el distrito de Rioja se libran tres Batallas: Batalla de la Ventana (10 de Sept), Batalla de Tambo del Visitador (12 de Sept) y Batalla de Rioja (13 de Sept). Vencedores los patriotas avanzan, con el apoyo de muchos riojanos, hacia el pueblo de Habana, donde se libra una feroz batalla con la cual se logra vencer definitivamente a los españoles, proclamándose la independencia de Maynas el 25 de septiembre de 1822.
Por Ley Nº 8142 del año 1935, se crea la Provincia de Rioja, contando en aquel entonces solo con 4 distritos: Rioja, Pósic, Yorongos y Yuracyacu. Posteriormente tras la apertura de la Carretera Marginal, se forman nuevas poblaciones, creándose entonces cinco distritos más: Pardo Miguel, Nueva Cajamarca, Elías Soplín Vargas, San Fernando y Awajún; determinando así su actual distribución política.
La Provincia de Rioja es la puerta de entrada a la Amazonía. Dada su privilegiada geografía, podemos encontrar desde cataratas, cavernas, nacientes de ríos hasta los pantanos más altos de la selva peruana, también llamados Bosques de Aguajales y Renacales.
La pujante provincia de Rioja tiene como principales actividades a la agricultura, el turismo y la ganadería. Actualmente dado el crecimiento económico del País se observa mayor flujo comercial y nuevas inversiones.

## Geografía

### Ubicación
Rioja está ubicada en el valle Alto Mayo, al noroeste de la región San Martín, en el flanco oriental del relieve andino, en el sector septentrional entre los paralelos 5°23’30” y 6°15’00” de latitud sur y los meridianos 77°05’00” y 77°45’55” longitud oeste. Se ubica a la altura del km 470 de la carretera Fernando Belaúnde Terry.

### Altitud
Tiene una altitud de 843 m s. n. m. Sus partes montañosas se elevan sobre los 1,000 m s. n. m. .

### Clima
El clima puede clasificarse como semitropical. La temperatura anual promedio es de 22,5 °C, registrando variantes comprendidas entre 16,5 °C y 39
,4 °C.

## Actividades económicas
Las actividades económicas más importantes del distrito de Rioja se encuentran ubicadas en el sector primario (agricultura y ganadería) con un 60 %, así como en el sector terciario (28%) y secundario (15%), que en promedio absorben el 52% de la población ocupada en el sector agrícola-pecuario y el 28% en el sector turismo y comercio.

### Sector agropecuario
La base económica y productiva principal del distrito de Rioja es la actividad agrícola y ganadera, a la que se dedica el 52% del total de la PEA. El cultivo de arroz (parte baja) y café (parte alta) son los de mayor importancia económica. Los siguen el cacao, plátano, yuca, pan llevar y otros.

### Industria
El distrito de Rioja tiene gran potencial de producción primaria. Viendo este escenario, varios empresarios han decidido innovar dentro de la misma ciudad para dar valor agregado a la producción. En tal sentido, se encuentran instalados en la zona molinos de arroz, panificadoras, ladrilleras, etc.

### Comercio
Generalmente es la comercialización (12%) de la producción excedente generada de las unidades productivas de los beneficiarios quienes abastecen a los mercados de Rioja y otros de la región San Martín. El café es el producto bandera y de importancia económica que es muy cotizado por los comerciantes de Rioja para el mercado nacional y de exportación.

### Transporte
Al igual que en la mayoría de las ciudades de la selva, el vehículo más común para el desplazamiento dentro de la ciudad de Rioja es el mototaxi, siendo la actividad de transporte (3 %) uno de los más importantes para mantener en dinamismo la ciudad de Rioja. La ciudad de Rioja cuenta con terminal terrestre, siendo de este modo una de las pocas ciudades de la Región San Martín que cuenta con ese servicio. Aquí están diferentes líneas de transporte nacional, facilitando de este modo el comercio y el turismo.
La ciudad cuenta con el Aeropuerto Juan Simons Vela, administrado por CORPAC. Recibía vuelos comerciales de la empresa Wayraperu en una frecuencia de dos vuelos semanales con la ciudad de Lima.

### Turismo
Rioja forma parte del Valle del Alto Mayo junto con la ciudad de Moyobamba, la zona del Alto Mayo ha sido reconocido como una de las 7 maravillas del Perú, esto gracias a la diversidad de riquezas tanto culturales como de recursos y atractivos naturales, muchos de éstos convertidos ya en productos turísticos gracias al apoyo de instituciones públicas y privadas.

- Cueva De Palestina.- Esta cueva se encuentra ubicada en el distrito de Nueva Cajamarca, distante a 20 kilómetros aproximadamente de la ciudad de Rioja. Su nombre le debe a la enorme cantidad de estalactitas y estalagmitas en forma de velas que se pueden presenciar en su interior.

- Chuchu Center.- Ubicado a orillas del río Uquihua, en el lugar conocido como 'El Chorro'. En este hermoso lugar, donde será atendido muy cordialmente por 'Don Goyo', usted podrá degustar de una infinidad de tragos típicos y practicar su deporte preferido en el mini complejo deportivo con el que cuenta.

- Balneario San Juan De Urifico.- El balneario San Juan de Urifico es el lugar indicado para celebrar las fiestas tradicionales de San Juan y el aniversario de Rioja. Se encuentra ubicado a orillas del río Uquihua en el sector denominado Nuevo Rioja.

- Playas Del Río Tónchima.- Uno de los ríos más grandes existentes en la provincia de Rioja es el Tónchima. En los meses de verano se forman extensas playas en sus orillas, los cuales se constituyen en lugares obligados de visita para los riojanos y turistas. Es famosa la playa EVA, ubicada a solo 1 km de la ciudad.

- Cueva De Cascayunga.- También llamada "La Perla de Cascayunga" porque en el interior de la cueva se han formado estalactitas y estalagmitas que presentan un brillo extraño; está ubicada a 12 kilómetros al sur de la ciudad de Rioja. Además un riachuelo recorre su interior y está rodeada de vegetación y campos de cultivo.

### Música
La Provincia de Rioja se caracteriza por sus fiestas tradicionales siendo los más representativos "La Fiesta de San Juan", "Aniversario de Rioja" y sobre todo el "Carnaval Riojano", destacándose además por los concursos de belleza (Miss Carnaval), los juegos de agua entre riojanos y visitantes, además de la variedad de comida. 
La Provincia de Rioja también se caracteriza por su notable aporte al mercado musical: 
- "Los Cuervos de Rioja", es una reconocida agrupación riojana, que se inició en el género del rock y posteriormente en el género tropical, siendo su principal característica la puesta en escena en sus conciertos en vivo y su reconocido cantante.
- "El Sonido de los Caribeños de Rioja" es una agrupación musical riojana, con décadas de trayectoria, manteniendo vigente el estilo musical característico hasta la fecha.
- "Orquesta Los Jimenez", es una joven orquesta riojana, que se caracteriza por readaptar canciones de distintos géneros al género tropical y relanzar canciones antiguas con su estilo musical y audiovisual propio; y canciones inéditas, destacándose por exponer vistosa naturaleza en sus producciones musicales, posicionándose a nivel musical y audiovisual (2021- hasta la actualidad) con la participación de jóvenes músicos y otros integrantes de mayor experiencia.

## Gastronomía
- Avispa juane riojano
- Juane de yuca
- Ensalada de chonta
- Tacacho con cecina
- Poroto shirumbi
- Inchicapi
- Apichado
- Patarashca
- Masato